# Oklahomában történt légi közlekedési balesetek listája
Az Oklahomában történt légi közlekedési balesetek listája az Amerikai Egyesült Államok Oklahoma államában történt halálos áldozattal járó, illetve a kisebb balesetek, meghibásodások miatt történt, gyakran csak az adott légiforgalmi járművet érintő baleseteket is tartalmazza évenkénti bontásban.

## Oklahomában történt légi közlekedési balesetek

### 2018
- 2018. augusztus 17., Enid. Lezuhant az Amerikai Egyesült Államok Légierejének egyik Northrop T–38C Talon II típusú (USAF T–38C) kiképző repülőgépe a Vance Légibázistól 80,4 kilométernyire, nyugatra. A baleset során a gép egyfős személyzete katapultált és komolyabb sérülések nélkül megúszta a balesetet.[1]